# Full Circle (The Doors)
Full Circle è l'ottavo album discografico del gruppo statunitense dei Doors, il secondo dopo la morte di Jim Morrison, pubblicato nel 1972.

## Descrizione
Il gruppo iniziò a lavorare al nuovo album agli inizi del 1972 presso gli A&M Studios di Hollywood. Il gruppo decise di non affidarsi al produttore Bruce Botnick e incaricarono al suo posto Henry Lewy il quale fece partecipare alle sessioni di registrazione il sassofonista jazz Charles Lloyd e altri famosi musicisti come il bassista Chris Ethridge e le coriste Clydie King e Venetta Fields. Questo lavoro vede il gruppo approfondire come in nessun'altro degli album precedenti i campi del jazz, del funk e della fusion, limitando le familiari radici blues in cui la vena jazzistica assumeva un ruolo solido ma secondario.
Il tastierista Ray Manzarek e il chitarrista Robby Krieger presero il posto di Morrison morto nel 1971, come cantanti. Al contrario del precedente album Other Voices, il basso è presente in ogni brano.
Nonostante il successo del brano The Mosquito, l'album raggiunse solo la posizione n. 68 della Billboard 200. alla pubblicazione seguì una serie di concerti per tutto il 1972 che riscossero comunque un certo successo.
L'album è stato stampato in CD solo nel 2006 insieme al precedente Other Voices.

## Tracce
Lato A
1. Get Up and Dance – 2:25 (Robby Krieger, Ray Manzarek)
2. 4 Billion Souls – 3:18 (Robby Krieger)
3. Verdilac – 5:40 (Robby Krieger, Ray Manzarek)
4. Hardwood Floor – 3:38 (Robby Krieger)
5. Good Rockin' – 4:22 (Roy Brown)

Lato B
1. The Mosquito – 5:16 (Robby Krieger, John Densmore, Ray Manzarek)
2. The Piano Bird – 5:50 (Jack Conrad, John Densmore)
3. It Slipped My Mind – 3:11 (Robby Krieger)
4. The Peking King and the New York Queen – 6:25 (Ray Manzarek)

## Formazione
- John Densmore - batteria
- Robby Krieger - chitarra, voce, armonica
- Ray Manzarek - tastiera, voce

Altri musicisti
- Chico Batera - percussioni in Piano Bird e The Peking King and the New York Queen
- Jack Conrad - basso in 4 Billion Souls, Good Rockin, The Piano Bird e The Peking King and the New York Queen
- Chris Ethridge - basso in Get Up and Dance
- Venetta Fields - voce
- Bobbi Hall - percussioni in Verdilac, The Piano Bird e The Peking King and the New York Queen
- Clydie King - voce
- Charles Larkey - basso in Verdilac e The Piano Bird
- Charles Lloyd - sassofono tenore in Verdilac; flauto in The Piano Bird
- Melissa MacKay - voce
- Leland Sklar - basso in Hardwood Floor, The Mosquito e It Slipped My Mind

## Classifica
- Billboard Music Charts (Nord America)

### Album
| Anno | Chart      | Posizione |
| ---- | ---------- | --------- |
| 1972 | Pop Albums | 68        |

### Singoli
| Anno | Singolo                           | Chart       | Posizione |
| ---- | --------------------------------- | ----------- | --------- |
| 1972 | The Mosquito / It Slipped My Mind | Pop Singles | 85        |
| 1972 | Get Up and Dance / Treetrunk      | Pop Singles | 84        |
| 1972 | The Piano Bird / Good Rockin'     | Pop Singles | /         |